# Distrito de Oxapampa
El distrito de Oxapampa es uno de los ocho distritos que conforman la Provincia de Oxapampa, ubicada en el Departamento de Pasco, bajo la administración del Gobierno Regional de Pasco, Perú.
Desde el punto de vista jerárquico de la Iglesia católica forma parte del Vicariato apostólico de San Ramón.

## Historia
El distrito fue creado mediante Ley del 14 de mayo de 1876, en el gobierno d

## Geografía
Ubicado en la región de Selva Alta, con un área superficial aproximada de 982,04 km² a 164 km de Cerro de Pasco, con acceso por carretera afirmada.

## Capital
Es la ciudad de Oxapampa, ubicado a 1 814 m s. n. m.

## Autoridades

### Municipales
- 2011-2014[2]
  - Alcalde: Ángel Alberto Flores Sarmiento, de Fuerza 2011 (K).
  - Regidores: Oscar Ernesto Albengrin Schaus (K), Américo Ormachea Naula (K), Teresa Iris Girbau Frey De Camacho (K), José Antonio Cabrera Böttger (K), Dennis Félix Mucha Sosa (K), Patricia Araceli Ballesteros Colina (K), Hugo Gimbler Acuña Jara (Somos Perú), José Jiménez Liu (Somos Perú), Wilfredo Martin Aragón Montes (Concertación en la Región).[3]

### Policiales
- Comisario: Mayor  PNP.

### Religiosas
- Vicariato apostólico de San Ramón[4]
  - Vicario apostólico: Obispo Mons. Gerardo Žerdín Bukovec, OFM.